# Amores de Estudante
"Amores de Estudante" é uma canção da banda portuguesa de rock UHF, disponibilizada gratuitamente por descarga digital no facebook oficial da banda a 18 de Novembro de 2013, celebrando os 35 anos do primeiro concerto. Em 2015 foi editado fisicamente na coletânea Uma História Secreta dos UHF. 
Com música de Aureliano da Fonseca e letra de Paulo Pombo, este tema, tango-canção, foi composto para o Orfeão Universitário do Porto em 1937   e, desde então, passou a fazer parte do reportório das tunas académicas, sendo aclamado o hino dos estudantes. Em 2013 os UHF atualizam a canção para o mundo universitário em versão punk rock. 

## Faixa
| N.º | Título                | Duração |  |
| 1.  | "Amores de Estudante" | 3:48    |  |

## Membros da banda
- António Manuel Ribeiro (vocal e guitarra) [7]
- António Côrte-Real (guitarra elétrica) [7]
- Luís "Cebola" Simões (baixo e vocal de apoio) [7]
- Ivan Cristiano (bateria) [7]